# Бедная Маша
«Бедная Маша» — советский музыкальный художественный телефильм (1981), комедия (2 серии). Премьера на ЦТ — 2 января 1982 года (новогодняя программа телефильмов). Экранизация пьесы В. В. Шкваркина «Чужой ребёнок».

## Сюжет
Медсестра Маша решает проверить чувства влюблённых в неё Кости, Фёдора Фёдоровича, Семёна Перчаткина, ближайших родственников и знакомых. Для этого Маша «по секрету» сообщает своей подруге, что ждёт ребенка, зная, что Зина разнесёт эту новость по всему городу. По-разному отнеслись к этой новости все, кто знал Машу. Для родителей её «беда» постепенно превращается в радость; Костя, преодолев муки ревности, предлагает Маше руку и сердце, Семён Перчаткин сравнивает её с Мадонной, а Фёдор Фёдорович наказывается за неискренность и лицемерие.

## В ролях
| Актёр                          | Роль                                                                |
| ------------------------------ | ------------------------------------------------------------------- |
| Тамара Акулова                 | Маша Караулова                                                      |
| Олег Штефанко                  | Костя                                                               |
| Амаяк Акопян                   | Яков Багратионович, друг Кости                                      |
| Станислав Садальский           | Семён Перчаткин («Сенечка»), руководитель муз. ансамбля «Кинескопы» |
| Лариса Кузнецова               | Зина, подруга Маши                                                  |
| Всеволод Шиловский             | Фёдор Фёдорович Прибылёв                                            |
| Николай Трофимов               | Сергей Петрович Караулов, отец Маши                                 |
| Клара Лучко                    | Ольга Павловна Караулова, мать Маши                                 |
| Светлана Колышева (Петросьянц) | Рая, подруга Якова                                                  |
| Игорь Косухин                  | отдыхающий на пляже                                                 |

## Съёмочная группа
- Режиссёр: Николай Александрович
- Автор сценария: Александр Хмелик
- Композитор: Александр Журбин
- Песни на слова Юрия Энтина
- Оператор-постановщик: Лев Бунин
- Художник: Валентина Гордеева

## Список песен из фильма
- «Ты любишь необычное?»
- «Сосчитай до десяти»
- «Любовь»
- «Светло-лиловый платок»
- «Вы слыхали?»
- «Обида»
- «Любовь человека сильнее»
- «Любовный треугольник»
- «Колыбельная»
- «Серенада»
- «Колыбельная»
- «Моя Мадонна»
- «Про Кавказ»

Исполнители песен:
- Леонид Серебренников
- Геннадий Трофимов

В фильме также участвуют:
- Ансамбль танца «Ритмы планеты»
- Инструментальный ансамбль «Мелодия»